# Woody Bledsoe

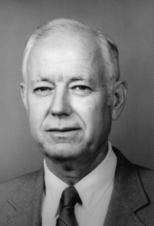
Woody Bledsoe

Woodrow Wilson „Woody“ Bledsoe (* 12. November 1921 bei Maysville, Oklahoma; † 4. Oktober 1995) war ein US-amerikanischer Mathematiker und Informatiker, der sich mit Künstlicher Intelligenz, Automatischem Beweisen und Mustererkennung befasste.

## Herkunft und Ausbildung
Er auf einer kleinen Farm bei Maysville in eine kinderreiche Familie geboren. Er besuchte nur eine kleine Dorfschule, was unterbrochen wurde als der Vater 1934 starb und er und seine Geschwister die Farmarbeit vollständig übernehmen mussten. Mit 16 Jahren riss er aus und absolvierte 1939 die High School in Calliham in Süd-Texas. 1940 zog er wieder zu seiner Mutter, die in Norman (Oklahoma) wohnte, und begann sein Studium, das er als Tellerwäscher (mit täglicher 12-Stunden-Schicht einschließlich Sonntag) finanzierte. Er ging bald darauf zur US Army, absolvierte die Offiziersausbildung und war als Pionieroffizier in der 3. US-Armee von George S. Patton an der Rheinüberquerung nach Deutschland beteiligt (als Hauptmann). Er entwickelte vor Ort eine Methode, die schweren Landungsboote schnell ins Wasser zu lassen. Ab 1945 studierte er zunächst Ingenieurwesen und Physik, dann Mathematik an der University of Utah, an der er 1948 seinen Bachelor-Abschluss erhielt. Danach wechselte er mit einem vollen Stipendium an die University of California, Berkeley, wo Alfred Tarski und John L. Kelley zu seinen Lehrern zählten und er 1953 bei Anthony Perry Morse promoviert wurde (Separative Measures for Topological Space).

## Industrietätigkeit
Nach seiner Promotion schlug er Lehrangebote an Universitäten aus und ging zur Sandia Corporation in Albuquerque (den späteren Sandia National Laboratories), wo er als Mathematiker bzw. Systemanalytiker an Geheimforschung in Zusammenhang mit der Wasserstoffbombe wirkte (er war 1956 beim Test einer Wasserstoffbombe auf dem Eniwetok Atoll). Ebenfalls bei Sandia wandte er sich der Mustererkennung zu, damals für die Erkennung geschriebener oder gedruckter Buchstaben. Mit seinem Sandia-Kollegen Iben Browning entwickelte er die 1959 veröffentlichte Bledsoe-Browning N-Tupel-Methode. Der Lern-Algorithmus zur Buchstabenerkennung war an ein Gitter von N Photozellen angepasst, die zufällig zu Paaren verbunden waren und jeweils 1 Bit Information repräsentierten. In der Folgezeit arbeitete er ständig an Verbesserungen des Algorithmus. Er verließ Sandia und gründete mit Iben Browning und Lloyd Lockingen (beide von Sandia) 1960 eine eigene Firma Panoramic Research Inc. (PRI) in Palo Alto, die weiter an diesen Problemen mit Aufträgen des Verteidigungsministeriums und verschiedenen Geheimdiensten (aber auch zum Beispiel für eine Zeitung) arbeitete.
Bledsoe hatte in dieser Zeit Kontakte zu vielen Pionieren der Künstlichen Intelligenz in den USA (Marvin Minsky, John McCarthy, Saul Amarel, Hans Joachim Bremermann). Mit Bremermann experimentierte er Anfang der 1960er Jahre an Genetischen Algorithmen und Evolutionären Algorithmen. In dieser Zeit entwickelte er auch mit Bremermann Ideen über den Einfluss der Quantenmechanik auf Speicherkapazität und -zugriffszeit in Computern. 1964/65 unternahm er geheime Arbeiten zur Gesichtserkennung (mit Helen Chan und Charles Bisson) für einen Geheimdienst (Vergleich mit in einer großen Datenbank gespeicherten Fotos, wobei damals noch ein menschlicher Operator Fixpunkte auf den Bildern festlegte). Nachdem Bledsoe PRI 1966 verlassen hatte, wurde das Projekt von Peter Hart am Stanford Research Institute fortgesetzt.

## Professur in Texas
Bledsoe wollte 1965 wieder in die akademische Forschung und wurde Professor an der University of Texas at Austin. Die Initiative dazu kam von Genetikern der Universität, mit denen er zusammenarbeitete (Wilson Stone). Damals unterschied man Genorte auf Chromosomen an den Bänderungsmustern, und Mustererkennungsalgorithmen waren für die Forschung nützlich.
Er war zweimal Vorstand der Mathematikfakultät, zuerst 1967. Damals kam es zum Fakultätsstreit zwischen Mitgliedern der damals einflussreichen Moore-Methode von Robert Lee Moore, die jegliche Benutzung von Büchern ablehnten und auch keine anschaffen wollten und nach der sokratischen Methode vorgingen, und deren Gegnern. Bledsoe unterstützte die Moore-Methode, die er selbst in Utah kennengelernt hatte (und damit für sich die Existenz des Riemannintegrals für stetige Funktionen bewies, was ihn dazu brachte, sich der Mathematik zuzuwenden). Seine zweite Zeit als Vorstand begann 1973. Er blieb an der Universität bis zu seiner Emeritierung 1994 (unterbrochen von seiner Zeit als Präsident der AAAI bis 1987).
Als 1983 führende Computerfirmen der USA beschlossen als Antwort auf das japanische Fifths Generation Computer Projekt das MMC Konsortium (Microelectronics and Computer Technology Corporation) zu gründen (unter Leitung des ehemaligen NSA-Direktors Bobby Ray Inman), das an der University of Texas at Austin angesiedelt war, übertrug man Bledsoe die Abteilung Künstliche Intelligenz. Er förderte dort insbesondere das Cyc-Projekt von Douglas Lenat.
Bledsoe selbst befasste sich mit seinen Studenten an der University of Texas weiter mit automatischem Beweisen, unter anderem entwickelten sie Mitte der 1970er Jahre das Programm UT Prover.
Zu seinen Doktoranden zählt Robert S. Boyer.

## Ehrungen und Mitgliedschaften
1994 erhielt er den Herbrand Award. 1991 erhielt er den IJCAI Distinguished Service Award und den Milestone Award der American Mathematical Society.
1977 war er Vorstand der International Joint Conference on Artificial Intelligence (IJCAI) und 1978 bis 1983 in deren Board of Trustees. Ab 1983 war er Präsident der American Association for Artificial Intelligence (AAAI).

## Privates
Er war seit 1944 mit Virginia Bledsoe verheiratet und hatte drei Kinder. Seine Frau war Mormonin aus Salt Lake City und auch Bledsoe trat den Mormonen bei, bei denen er zweimal zum Bischof seiner Gemeinde gewählt wurde (dass der Funktion eines Pastors entspricht, der sich aber auch um die sozialen Belange der Mitglieder kümmerte), Berater des Präsidenten seines Kirchenbezirks (Stake) wurde und Stake Patriarch wurde. Er war auch in leitender Funktion bei den Boy Scouts of America.
Bledsoe starb an ALS.

## Schriften (Auswahl)
Außer den in den Fußnoten zitierten Schriften:
- The Model Method in Facial Recognition. Technical Report PRI 15, Panoramic Research, Inc., Palo Alto 1964
- Some Results on Multicategory Pattern Recognition, J.ACM, Band 13, 1966, S. 304–316.
- Splitting and Reduction Heuristics in Automatic Theorem Proving, Artif. Intell., Band 2, 1971, S. 55–77.
- A New Method for Proving Certain Presburger Formulas, Proc. IJCAI 1975, S. 15–21.
- Non-Resolution Theorem Proving, Artificial Intelligence, Band 9, 1977, S. 1–35.
- mit Michael Ballantyne:. Automatic Proofs and Theorems in Analysis Using Non-standard Techniques. Journal of the ACM, Band 24, 1977, Nr. 3
- mit Michael Ballantyne: On Generating and Using Examples in Proof Discovery. Machine Intelligence, Band 10, 1982
- mit Kenneth Kunen, Robert E. Shostak: Completeness Results for Inequality Provers, Artif. Intell., Band 27, 1985, S. 255–288.
- I Had a Dream: AAAI Presidential Address, 19. August 1985. AI Magazine, 1985